# Rovenky
Rovenky (ukrainska: Ровеньки lyssna (fil)) är en stad i Luhansk oblast i östra Ukraina. Staden ligger cirka 54 kilometer söder om Luhansk. Rovenky beräknades ha 45 514 invånare i januari 2022.
Under de proryska protesterna i Ukraina 2014 intogs staden av proryska separatister.